# 王孚 (前秦)
王孚（？—386年），五胡十六国时前秦大臣。
383年，淝水之战之后，384年，一统北方的前秦分裂，385年，苻坚被姚苌杀死。当时苻坚之子苻丕即位为前秦皇帝，任命苻冲为尚书左仆射，后来改任王孚为尚书左仆射。386年，苻丕、王孚在黄河以北谋划袭击洛阳。东晋将领桓石民派将军冯该讨伐他苻丕，在战阵中斩杀了苻丕以及王孚、吏部尚书苟操等人，把他们的首级传送到东晋京都建康。